# Weareallgoingtoburninhellmegamixxx3
Weareallgoingtoburninhellmegamixxx3 ist das dritte Mixtape der Weareallgoingtoburninhellmegamix-Reihe des US-amerikanischen Rappers und Produzenten El-P. Es erschien 2010 über das Label Gold Dust Media.

## Veröffentlichung
Nachdem die beiden ersten Teile der Mixtape-Reihe nur in limitierter Auflage auf Konzerten verkauft wurden, entschied sich El-P Weareallgoingtoburninhellmegamixxx3 als offizielles Mixtape über ein Label zu veröffentlichen und im Handel erhältlich zu machen. Nach der Schließung von El-P’s ehemaligen Label Definitive Jux Anfang 2010 übernahm Gold Dust Media den Vertrieb. Als erste Single wurde Whores: The Movie im Frühjahr 2010 als kostenloser Download veröffentlicht. Nach Albumrelease erschien im August die zweite Single Time Won’t Tell, zu der unter der Regie von Shan Nicholson außerdem ein Musikvideo entstand.
Die CD-Version und die Vinyl-Version enthalten jeweils einen Download-Link für die ersten beiden Teile der Reihe.

## Inhalt
Wie für ein Mixtape im Hip-Hop typisch, setzt sich Weareallgoingtoburninhellmegamixxx3 aus verschiedenen Lied-Typen zusammen. Einige Lieder wurden neu produziert, bei anderen handelt es sich um Instrumentalversionen von Stücken, die El-P für andere Künstler produzierte. Außerdem sind zwei Remixes enthalten und ein Stück, Eat My Garbage 2, welches sich ausschließlich aus den Drumspuren der vorherigen Lieder zusammensetzt. Der einzige Feature-Gast ist der Multiinstrumentalist Wilder Zoby auf dem Lied Contagious Snippet.

## Covergestaltung
Das Cover-Artwork wurde vom Maler Travis Millard entworfen und zeigt einen Ball oder eine Kugel aus bunten, zungenartigen Bändern. In der Mitte der Kugel steht in roten Buchstaben „EL-P“, unter der Kugel in einer kleineren Schriftgröße der Mixtapetitel Weareallgoingtoburninhellmegamixxx3. Der Hintergrund ähnelt farblich der Kugel, ist aber heller und fleckig.

## Titelliste
| #   | Titel                                     | Länge |
| --- | ----------------------------------------- | ----- |
| 1.  | Take You Out at the Ball Game             | 1:04  |
| 2.  | Whores: The Movie                         | 2:37  |
| 3.  | Meanstreak (In 3 Parts)                   | 4:02  |
| 4.  | DMSC                                      | 2:31  |
| 5.  | Drunk With a Loaded Pistol                | 3:33  |
| 6.  | Time Won’t Tell                           | 2:56  |
| 7.  | Secret Police Man’s Ball                  | 2:33  |
| 8.  | I Got This (El-P Remix) Redux             | 2:01  |
| 9.  | Jump Fence, Run, Live                     | 2:14  |
| 10. | He Hit Her So She Left                    | 2:27  |
| 11. | Driving Down the Block (El-P Remix) Redux | 2:36  |
| 12. | Honda Redux                               | 2:35  |
| 13. | How to Serve Man (Stripped)               | 3:50  |
| 14. | Contagious Snippet Wilder Zoby Feat. El-P | 2:56  |
| 15. | Eat My Garbage 2                          | 8:32  |

## Kritiken
Die Kritiken zum Mixtape fielen durchschnittlich bis positiv aus.
- Pitchfork vergab 7,6 von 10 möglichen Punkten.[4]
- NME vergab 7 von 10 möglichen Punkten.[5]
- Prefix vergab 7,5 von 10 möglichen Punkten.[6]